# Emilio Bancale
Emilio Bancale (Padova, 2 ottobre 1882 – 29 agosto 1951), veterano della guerra italo-turca e della prima guerra mondiale. Durante il corso della seconda guerra mondiale fu comandante dell'VIII Corpo d'armata e poi del XV Corpo d'armata. Insignito della croce di Ufficiale dell'Ordine Militare di Savoia e di tre medaglie d'argento al valor militare.

## Biografia
Nacque a Padova il 2 ottobre 1882 figlio Gaetano, ufficiale del Regio Esercito. Frequentò la Regia Accademia Militare di Fanteria e Cavalleria di Modena, da cui uscì con il grado di sottotenente assegnato all'arma di fanteria, il 7 settembre 1904.
Partecipò alla guerra italo-turca (1911-1912), e poi alla prima guerra mondiale (1915-1918) quale maggiore comandante del II battaglione del 154º Reggimento fanteria "Novara", rimanendo anche ferito il 4 luglio 1917. Al termine della guerra risultava decorato con tre Medaglie d'argento al valor militare
Promosso colonnello fu comandante del 67º Reggimento fanteria "Palermo", a Milano, nel triennio 1931-1933.
Venne promosso generale di brigata il 1º gennaio 1936, divenendo quindi vicecomandante della 11ª Divisione fanteria "Brennero", assumendo successivamente il comando quando fu promosso generale di divisione il 20 aprile 1938.
All'atto dell'ingresso in guerra del Regno d'Italia, avvenuta il 10 giugno 1940, fu dapprima a disposizione del Capo di stato maggiore dell'esercito, Maresciallo d'Italia Rodolfo Graziani, e poi a disposizione del Ministero della guerra, per incarichi speciali, presso l'ispettorato di fanteria.
Il 27 agosto 1940, sostituendo il generale Remo Gambelli, divenuto comandante generale dei CCRR, assunse il comando dell'VIII Corpo d'armata, che nel mese di novembre portò da Roma in Albania, venendo poi sostituito, per mutuo cambio, con il generale Gastone Gambara il 7 febbraio 1941.
L'8 febbraio assunse il comando del XV Corpo d'armata a Genova, che mantenne per tutto il resto della guerra. Il 21 maggio dello stesso anno gli venne conferita l'onorificenza di Ufficiale dell'Ordine Militare di Savoia. Il 1º gennaio 1942 fu promosso generale di corpo d'armata.
A Genova venne sorpreso dall'armistizio dell'8 settembre 1943, sottraendosi alla cattura da parte dei tedeschi. Si spense il 29 agosto 1951.

### Fonti
1. 1 2 3 4 5 6 7 8  Generals.
2. 1 2   Emilio Bancale, su quirinale.it. URL consultato il 18 maggio 2019.
3. ↑  Supplemento alla Gazzetta Ufficiale del Regno d'Italia n.178 del 30 luglio 1941, pag.22.
4. ↑  Gazzetta Ufficiale del Regno d'Italia n.80 del 7 aprile 1938, pag.5.
5. ↑   Bollettino ufficiale delle nomine, promozioni e destinazioni negli ufficiali e sottufficiali del R. esercito italiano e nel personale dell'amministrazione militare, 1941,  p. 83. URL consultato il 22 agosto 2019.
6. ↑  Gazzetta Ufficiale del Regno d'Italia n.86 del 13 aprile 1937, pag.1377.
7. ↑  Bollettino Ufficiale 17 gennaio 1936, dispensa 3ª, pag.75, registrato alla Corte dei Conti lì 15 gennaio 1936, registro n.2, foglio 55.